# Delectopecten arces
Delectopecten arces är en musselart som först beskrevs av Dall 1913.  Delectopecten arces ingår i släktet Delectopecten och familjen kammusslor. Inga underarter finns listade i Catalogue of Life.